# Sorhapuru (Pyrénées-Atlantiques)
Pour les articles homonymes, voir Sorhapuru.
Sorhapuru est une ancienne commune française du département des Pyrénées-Atlantiques. Le 12 mai 1841, la commune fusionne avec Larribar pour former la nouvelle commune de Larribar-Sorhapuru.

## Géographie
Le village fait partie du pays de Mixe, dans la province basque de Basse-Navarre.

## Toponymie
Jean-Baptiste Orpustan indique que Sorhapuru signifie 'limite des terres (cultivées)'.
Le toponyme Sorhapuru apparaît sous les formes 
Sanctus-Martinus de Sorhapuru (XIIe siècle, collection Duchesne volume CXIV), 
Soharpuru in Mixia et Soarpuru (XIIe siècle pour ces deux formes, cartulaire de Sorde), 
Soarpuru et Sorhapuru (1150), 
Sorhaburu (1304), 
Sorhapure (1472, notaires de Labastide-Villefranche), 
Sorhaburu (1665, règlement des États de Navarre) et 
Sorhapura (1801, Bulletin des lois).

## Sport
Comme partout en Amikuze[réf. nécessaire] la pelote à main nue est pratiquée à Sorhapuru et le tournoi Sorhapuruko Izarren Ligaxka est là pour en témoigner.
Cette ligaxka regroupe les meilleurs joueurs de 4 et 1/2 du pays de Mixe ainsi que quelques étrangers. En 2011, Kanaldude met en lumière le tournoi en réalisant un superbe reportage lors de la finale de l'édition 2011. 
| Année | Vainqueur   | Finaliste       |
| ----- | ----------- | --------------- |
| 2009  | Daguerre    |                 |
| 2010  | Luku        | Aguerre         |
| 2011  | Amulet      |                 |
| 2012  | Amulet      |                 |
| 2013  | Aguerre     |                 |
| 2014  | Ducassou II | Xamalbide       |
| 2015  | Ducassou II | Xamalbide       |
| 2016  | Aguerre     | Ducassou II     |
| 2017  | Ducassou II | Bittor Thicoipe |

## Démographie
| 1793 | 1800 | 1806 | 1821 | 1831 | 1836 |
| ---- | ---- | ---- | ---- | ---- | ---- |
| 224  | 214  | 243  | 194  | 223  | 210  |

## Pour approfondir